# Азовський провулок (Мелітополь)
Азовський провулок — провулок у Мелітополі. Йде від вулиці Олександра Невського до Монастирської вулиці. Забудований приватними будинками.

## Назва
Провулок названий на честь Азовського моря, яке знаходиться недаленко від Мелітополя.

## Історія
До 1929 року провулок називався провулком Чичерина під деяким невідомим номером (в той час в Мелітополі було багато провулків Чичеріна).
17 червня 1929 провулок був перейменований на Азовський. Одночасно три сусідні провулки Чичеріна стали Східним, Північним і Південним 
провулками.